# 안동 봉황사 삼세불화
안동 봉황사 삼세불화(安東 鳳凰寺 三世佛畵)는 경상북도 안동시 임동면 수곡리, 봉황사에 있는 조선시대의 불상이다. 2008년 11월 3일 경상북도의 유형문화재 제408호로 지정되었다.

## 개요
이 3폭의 불화는 봉황사 대웅전의 후불탱화로 안치되었던 세로 380～390cm, 가로 240～280cm의 거대한 후불탱화로, 현재 안동시립민속박물관에 위탁보관되어 있다. 삼세불화(三世佛畵)는 대웅전의 후불탱화로, 석가불화인 영산회상도를 중심으로 좌우에 약사회상도, 아미타극락회상도가 봉안되며, 석가불은 현재, 약사불은 과거, 아미타불은 미래를 의미한다. 이 불화는 심하게 훼손된 듯하나 각 상의 이목구비가 뚜렷하게 남아 있어 보존처리를 통해 상당부분 복원이 가능할 것으로 판단된다.
약사회상도의 화기(畵記)에 의해, 1725년의 조성연대를 명확히 알 수 있을 뿐만 아니라 이목구비 등의 특징적 세부묘사, 개성이 넘치는 형태, 파스텔 톤의 아름다운 채색 등 조선시대 삼세불화 연구에 기준작이 되는 귀중한 자료라고 판단되므로 유형문화재(有形文化財)로 지정한다.

## 같이 보기
- 봉황사

## 참고 자료
- 안동 봉황사 삼세불화 - 국가유산청 국가유산포털